# Vitamin D
Vitamin D là một nhóm các secosteroid tan được trong chất béo, có chức năng làm tăng cường khả năng hấp thu calci và phosphat ở đường ruột. Ở người, các hợp chất quan trọng nhất trong nhóm này là vitamin D3 (còn được gọi là cholecalciferol) và vitamin D2 (ergocalciferol). Cholecalciferol và ergocalciferol có thể đưa vào cơ thể qua việc ăn uống và các biện pháp bổ sung. Cơ thể cũng có thể tổng hợp vitamin D (đặc biệt là cholecalciferol) ở da, từ cholesterol, khi da được tiếp xúc đủ với ánh nắng mặt trời (vì thế nó còn được mệnh danh là "vitamin ánh nắng").
Mặc dù vitamin D thường được gọi là một vitamin, nhưng trong một ngữ nghĩa hẹp thì nó không phải là một vitamin thiết yếu trong chế độ ăn, bởi vì hầu hết động vật có vú đều có thể tự tổng hợp nó đủ cho cơ thể khi tiếp xúc với ánh sáng mặt trời. Một chất chỉ được phân loại là vitamin thiết yếu khi nó không thể được cơ thể tổng hợp đủ, mà phải nạp vào thông qua việc ăn uống. Tuy nhiên, cũng như các vitamin khác, người ta đã phát hiện ra sự thiếu hụt vitamin D trong khẩu phần ăn có thể gây ra bệnh, cụ thể là bệnh còi xương (một chứng loãng xương ở trẻ em). Vì thế, ở các nước phát triển, người ta thêm vitamin D vào khẩu phần ăn thiết yếu, chẳng hạn như sữa, để tránh các bệnh do thiếu hụt.
Việc tổng hợp vitamin D khi tiếp xúc với ánh sáng mặt trời, cùng với việc hấp thụ từ chế độ ăn uống đều giúp duy trì nồng độ thích hợp của vitamin này trong huyết thanh. Bằng chứng cho thấy sự tổng hợp từ ánh nắng mặt trời được điều chỉnh bởi một vòng hồi tiếp ngược (là vòng tự điều chỉnh lượng vitamin D cần tổng hợp tùy theo nhu cầu cần thiết của cơ thể), do đó có thể ngăn chặn ngộ độc, tuy nhiên, do không chắc chắn về nguy cơ gây ung thư từ ánh sáng mặt trời, cho nên viện Y học Hoa Kỳ (IOM) không đưa ra lời khuyên về lượng phơi nắng cần thiết để đáp ứng nhu cầu vitamin D cho cơ thể. Vì vậy, khi đưa ra Chế độ ăn tham khảo (Dietary Reference Intake; DRI) thì người ta giả định rằng toàn bộ lượng vitamin D cần thiết là thông qua thực phẩm chứ không phải từ cơ thể tổng hợp thành, mặc dù điều này hiếm khi xảy ra. Ngoài việc sử dụng nó để ngăn ngừa loãng xương hoặc còi xương, thì không có bằng chứng gì về những ảnh hưởng tích cực khác đối với sức khỏe của việc bổ sung vitamin D một cách đại trà. Bằng chứng về lợi ích tốt nhất là cho sức khỏe của xương và làm giảm tỷ lệ tử vong ở phụ nữ cao tuổi.
Tại gan, cholecalciferol (vitamin D3) được chuyển hóa thành calcidiol, còn được gọi là calcifediol (INN), 25-hydroxycholecalciferol, hoặc 25-hydroxyvitamin D3 — viết tắt là 25(OH)D3. Ergocalciferol (vitamin D2) được chuyển hóa thành 25-hydroxyergocalciferol, còn được gọi là 25-hydroxyvitamin D2 — viết tắt là 25(OH)D2. Đây là hai chất chuyển hóa đặc trưng của vitamin D được đo nồng độ trong huyết thanh để xác định tình trạng vitamin D của một người. Một phần của calcidiol được chuyển hóa qua thận thành calcitriol, một chất hoạt hóa sinh học của vitamin D. Calcitriol tuần hoàn như một hormone trong máu, để điều chỉnh nồng độ calci và phosphate trong máu và thúc đẩy sự phát triển khỏe mạnh và tái tạo của xương. Calcitriol cũng ảnh hưởng đến chức năng thần kinh-cơ và hệ miễn dịch.

## Tác dụng
Những ảnh hưởng của việc bổ sung vitamin D đối với sức khỏe là không chắc chắn. Viện Y học Hoa Kỳ (IOM) báo cáo rằng: "Việc bổ sung vitamin D và calci không có mối liên hệ đáng tin nào với bệnh ung thư, bệnh tim mạch và cao huyết áp, tiểu đường và hội chứng rối loạn chuyển hóa, hoạt động thể chất và té ngã, chức năng miễn dịch và các rối loạn tự miễn, nhiễm trùng, bệnh lý thần kinh-cơ, tiền sản giật; và các kết quả thường mâu thuẫn nhau".:5 Một số nhà nghiên cứu cho rằng IOM đã đưa ra khẳng định quá dứt khoát trong khuyến nghị của mình và đã tính toán sai nồng độ vitamin D trong máu liên quan đến sức khỏe của xương. Các thành viên hội đồng của IOM cho rằng họ đã sử dụng một "quy trình chuẩn cho các khuyến nghị về chế độ ăn uống" và bản báo cáo được dựa trên các dữ liệu vững chắc. Nghiên cứu về việc bổ sung vitamin D, bao gồm cả thử nghiệm lâm sàng ở quy mô lớn, vẫn đang được tiếp tục.
Tổng giám đốc nghiên cứu và phát triển và là cố vấn trưởng của Bộ Y tế và NHS của Anh cho rằng trẻ em từ 6 tháng đến 5 tuổi cần dùng vitamin D bổ sung, đặc biệt là trong mùa đông. Tuy nhiên, bổ sung vitamin D không được khuyến khích đối với những người đã có đủ vitamin D từ chế độ ăn và từ ánh sáng mặt trời.

### Tỷ lệ tử vong
Nồng độ vitamin D trong máu thấp có liên quan đến tỷ lệ tử vong tăng, và cho phụ nữ cao tuổi bổ sung vitamin D3 trong quá trình điều dưỡng dường như làm giảm nguy cơ tử vong. Vitamin D2, alfacalcidol, và calcitriol có thể không có hiệu quả. Tuy nhiên, cả dư thừa lẫn thiếu hụt vitamin D đều gây ra rối loạn chức năng và lão hóa sớm. Nồng độ calcidiol trong huyết thanh có mối quan hệ theo một hình parabol với tỷ lệ tử vong với mọi căn nguyên.:435

### Sức khỏe xương
Năm 2013, United States Preventive Services Task Force (lực lượng tác vụ phòng bệnh Hoa Kỳ) không tìm đủ bằng chứng để xác định phụ nữ khỏe mạnh nên sử dụng bổ sung calci và vitamin D để ngăn ngừa gãy xương. Cũng trong năm 2013, một phân tích tổng hợp cũng không tìm thấy bằng chứng chứng minh việc bổ sung vitamin D làm tăng mật độ xương và do đó không khuyến khích sử dụng nó để ngăn ngừa loãng xương.
Ở những bệnh nhân loãng xương, vitamin D có lẽ không thể làm giảm nguy cơ gãy xương. Ngoại trừ một số trường hợp được chăm sóc tại nhà cho thấy calci và vitamin D có thể ngăn ngừa gãy xương hông, tuy nhiên lại gây ra những vấn đề khác đối với dạ dày và thận. Bổ sung liều cao vitamin D cho người lớn hơn 65 tuổi có thể làm giảm nguy cơ gãy xương, nhưng dường như chỉ đúng khi khảo sát với một nhóm nhiều người sống chung trong một hội, hơn là những người sống đơn lẻ. Dù sao thì những bằng chứng về tác dụng của vitamin D đối với sức khỏe xương vẫn thiếu thuyết phục.
Thiếu vitamin D gây ra chứng nhuyễn xương (ở trẻ em còn gọi là còi xương). Sử dụng vitamin D cho trẻ em với nồng độ bình thường không cải thiện được mật độ xương. Ngoài ra, nồng độ vitamin D trong huyết thanh thấp có liên quan đến việc té ngã, và mật độ xương thấp.

### Ung thư
Nồng độ vitamin D thấp có liên quan đến một số bệnh ung thư và có thể làm tình trạng tồi tệ hơn đối với một số loại ung thư khác, tuy nhiên bổ sung vitamin D lại không cải thiện được tình trạng của những bệnh nhân ung thư tuyến tiền liệt. Hiện nay, không đủ bằng chứng chứng minh việc bổ sung vitamin D cho người có bệnh ung thư này là cần thiết. Kết quả nghiên cứu về tác dụng cải thiện hoặc gây hại của việc bổ sung vitamin D cho các bệnh nhân mắc các loại ung thư khác cũng không thuyết phục.

### Bệnh tim mạch
Thiếu bằng chứng về ảnh hưởng của việc bổ sung vitamin D đối với sức khỏe tim mạch. Dùng liều vừa cho đến liều cao có thể làm giảm nguy cơ bệnh tim mạch nhưng kết quả lâm sàng vẫn còn nghi vấn.

### Hệ miễn dịch
Tổng quát, những chức năng của vitamin D làm kích hoạt hệ miễn dịch không đặc hiệu (miễn dịch bẩm sinh, tự nhiên) và làm giảm hệ miễn dịch đặc hiệu (miễn dịch thích nghi). Thiếu vitamin D có liên quan đến việc tăng nguy cơ nhiễm virus. Vitamin D được mặc nhận có liên hệ với bệnh cúm. Vào mùa đông, do ánh sáng mặt trời ít dẫn đến việc thiếu vitamin D tổng hợp tự nhiên, là một trong những nguyên nhân làm tăng tỉ lệ mắc bệnh cúm trong mùa này. Thiếu vitamin D còn là một yếu tố gây nhiễm bệnh lao, và trong lịch sử, nó từng được sử dụng để điều trị bệnh này. Năm 2011, vitamin D được điều tra nghiên cứu bằng những thử nghiệm lâm sàng. Nó cũng có thể đóng một vai trò trong việc nhiễm HIV. Mặc dù có những dữ liệu dự kiến về mối liên hệ giữa việc thiếu vitamin D với bệnh hen suyễn, nhưng các bằng chứng về việc bổ sung vitamin D cho người bệnh thu được những hiệu quả có lợi vẫn thiếu thuyết phục. Do đó, hiện nay vẫn chưa khuyến cáo bổ sung vitamin D để phòng ngừa hoặc chữa trị bệnh hen suyễn.

### Phụ nữ mang thai
Thiếu hụt vitamin D trong thai kỳ có liên quan với bệnh tiểu đường do mang thai, tiền sản giật, và thai nhi nhỏ. Tuy nhiên, việc bổ sung vitamin D mang lại lợi ích không rõ ràng. Phụ nữ mang thai có đủ lượng vitamin D trong thời gian mang thai có thể có các kết quả miễn dịch tích cực. Thông thường, phụ nữ mang thai không được khuyên nên dùng thêm vitamin D. A trial of supplementation has found 4000 IU of vitamin D3 superior to lesser amount in pregnant women for achieving specific target blood levels.

### Thiếu hụt
Chế độ ăn uống thiếu vitamin D kết hợp việc tiếp xúc với ánh sáng mặt trời không đủ sẽ gây ra chứng nhuyễn xương (bệnh làm xương bị mềm, hay còi xương ở trẻ em). Trong các nước phát triển, đây là một bệnh hiếm gặp. Tuy nhiên, thiếu vitamin D đã trở thành vấn đề toàn cầu đối với người già và vẫn còn phổ biến ở trẻ em và người trưởng thành. Nồng độ calcidiol (25-hydroxy-vitamin D) trong máu thấp có thể là hậu quả của việc tránh nắng. Thiếu vitamin D gây suy giảm sự khoáng hóa xương và gây tổn thương xương dẫn đến bệnh mềm xương.

#### Còi xương
Bệnh còi xương ở trẻ em biểu thị những đặc điểm như tăng trưởng chậm, các xương dài bị mềm, yếu, và dị dạng, dẫn đến chúng bị cong khi phải đỡ trọng lượng cơ thể ở trẻ em bắt đầu tập đi. Tình trạng này đặc trưng bởi chân hình vòng cung, có thể do thiếu calci hoặc phosphor, cũng như thiếu vitamin D; hiện nay, phần lớn các trường hợp còi xương là từ các nước có thu nhập thấp ở châu Phi, châu Á, hay Trung Đông, hoặc ở những người bị rối loạn di truyền trong chuyển hóa và hấp thụ vitamin D. Bệnh còi xương được Francis Glisson mô tả lần đầu tiên vào năm 1650, ông cho biết cách đó 30 năm thì bệnh này đã xuất hiện ở các quận Dorset và Somerset. Năm 1857, John Snow đưa ra giả thiết cho rằng sau đó bệnh còi xương đã lan tràn rộng rãi ở Anh, nguyên nhân là do phèn được pha trong bánh mì.. Chế độ ăn uống đóng vai trò trong sự lan rộng của bệnh còi xương được Edward Mellanby xác minh trong khoảng 1918-1920.

## Phân loại
| Tên        | Thành phần hóa học                                             | Cấu trúc                        |
| ---------- | -------------------------------------------------------------- | ------------------------------- |
| Vitamin D1 | hợp chất của ergocalciferol với lumisterol, 1:1                |                                 |
| Vitamin D2 | ergocalciferol (tạo thành từ ergosterol)                       | Note double bond at top center. |
| Vitamin D3 | cholecalciferol (tạo thành từ 7-dehydrocholesterol ở dưới da). |                                 |
| Vitamin D4 | 22-dihydroergocalciferol                                       |                                 |
| Vitamin D5 | sitocalciferol (tạo thành từ 7-dehydrositosterol)              |                                 |

Vitamin D tồn tại ở một số dạng (vitamer) khác nhau (xem bảng). Hai dạng chính là vitamin D2 hay còn gọi là ergocalciferol và vitamin D3 hay cholecalciferol; vitamin D được viết không kèm theo chỉ số được hiểu là D2 hoặc D3 hoặc cả hai; chúng được gọi chung là calciferol. Cấu trúc hóa học của vitamin D2 được xác định lần đầu vào năm 1931. Vào năm 1935, cấu trúc hóa học của vitamin D3 đã được xác định và chứng minh là nó được tạo thành từ quá trình biến đổi của 7-dehydrocholesterol dưới tác động của tia cực tím.
Trong hóa học, các dạng khác nhau của vitamin D là những secosteroid; tức là, steroid bị gãy một trong những liên kết trong các vòng steroid. Sự khác biệt về cấu trúc giữa vitamin D2 và vitamin D3 nằm trong các chuỗi bên của chúng. Chuỗi bên của D2 chứa một liên kết đôi giữa cacbon 22 và 23, và một nhóm methyl trên cacbon 24.

## Sinh tổng hợp
Vitamin D3 (cholecalciferol) được tổng hợp từ tác động của bức xạ tia cực tím (UV) trên tiền chất 7-dehydrocholesterol của nó. Da tạo ra vitamin D3 và cung cấp khoảng 90% nhu cầu vitamin D cho cơ thể. Phân tử này tự xuất hiện trong da động vật và trong sữa. Vitamin D3 có thể được tạo ra bằng cách cho da tiếp xúc hoặc phơi sữa (một phương thức thương mại) trực tiếp với tia cực tím. Vitamin D3 cũng được tìm thấy trong cá béo và dầu gan cá tuyết.
Vitamin D2 là một dẫn xuất của ergosterol, một sterol trong màng tế bào của nấm cựa gà. Sterol này cũng có trong một số loài thực vật phù du, động vật không xương sống, nấm men, và nấm lớn. Vitamin D2 (ergocalciferol) được sản xuất từ ergosterol trong cơ thể của các sinh vật này, dưới kích thích của tia cực tím. Cũng giống như tất cả các loại vitamin D khác, không thể tạo ra vitamin D2 nếu không có bức xạ cực tím. Các thực vật có diệp lục và động vật có xương sống không thể tự sản xuất vitamin D2, vì cơ thể chúng không có tiền chất ergosterol. Quy trình sinh học sản xuất 25(OH)D từ vitamin D2 được cho rằng tương tự như 25(OH)D3, dẫn đến xuất hiện một số tranh cãi về việc vitamin D2 hoàn toàn có thể hoặc không thể thay thế cho vitamin D3 trong chế độ ăn uống của con người.

### Quang hóa

Chuyển đổi quang hóa từ 7-dehydrocholesterol thành tiền vitamin D3</sub form>.

Phản ứng đồng phân hóa bằng nhiệt của tiền vitamin D_{3} thành vitamin D3</sub form>

Quá trình chuyển đổi từ 7-dehydrocholesterol thành Vitamin D3 (cholecalciferol) xảy ra theo hai bước. Trước tiên, 7-dehydrocholesterol được quang phân bởi tia cực tím trong một phản ứng vòng hóa electron (electrocyclic) với 6-electron quay cùng chiều nhau (conrotatory). Sản phẩm được tạo thành là tiền vitamin D3. Tiền vitamin D3 sẽ tự đồng phân hóa thành vitamin D3 trong một phản ứng chuyển vị sigma hydride [1,7] ngược hướng của hệ thống pi liên hợp (antarafacial). Ở nhiệt độ phòng, để hoàn tất quá trình chuyển đổi từ tiền vitamin D3 thành vitamin D3 mất khoảng 12 ngày.

### Tiến hóa
Sự quang hợp tạo thành vitamin D ở thực vật phù du trong đại dương đã tồn tại hơn 500 triệu năm và vẫn tiếp tục cho đến ngày nay. Mặc dù các loài động vật có xương sống nguyên thủy trong đại dương có thể hấp thu calci từ đại dương vào bộ xương của chúng và ăn các sinh vật phù du giàu vitamin D, nhưng động vật sống trên cạn lại cần một cách khác nhằm đáp ứng nhu cầu về vitamin D để vôi hóa bộ xương mà không dựa vào thực vật. Động vật có xương sống trên mặt đất đã tự tổng hợp ra vitamin D cho cơ thể từ hơn 350 triệu năm.
Vitamin D chỉ có thể được tổng hợp thông qua một quá trình quang hóa, vì vậy động vật có xương sống trên cạn đã phải ăn những thực phẩm có chứa vitamin D hoặc được tiếp xúc với ánh sáng mặt trời để tổng hợp vitamin D trong da của chúng nhằm đáp ứng yêu cầu vitamin D của cơ thể.

### Tổng hợp ở da

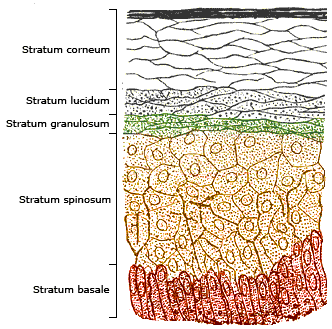
Trong các lớp biểu bì của da, quá trình tổng hợp vitamin D_{3} xảy ra mạnh nhất ở lớp đáy (stratum basale; màu đỏ trong hình) và lớp tế bào gai (stratum spinosum; màu nâu nhạt).

Vitamin D3 (cholecalciferol) được tạo ra thông qua quá trình quang hóa trong da từ 7-dehydrocholesterol. Từ 10000 đến 20000 IU vitamin D được tạo ra trong khoảng 30 phút trong da của hầu hết các loài động vật có xương sống, kể cả con người khi toàn bộ cơ thể tiếp xúc với ánh sáng mặt trời. 7-dehydrocholesterol phản ứng với tia cực tím loại UVB, tức tia sáng có bước sóng trong khoảng 270 đến 300 nm, sự tổng hợp xảy ra cao nhất ở bước sóng từ 295 đến 297 nm. Những bước sóng này có trong ánh sáng mặt trời khi chỉ số UV lớn hơn 3, cũng như trong ánh sáng phát ra từ các đèn tử ngoại trong giường tắm nắng (phát chủ yếu UVA, nhưng cũng có từ 4-10% UVB). Ánh sáng mặt trời có chỉ số UV lớn hơn 3 chiếu hàng ngày tại các vùng nhiệt đới, chiếu hằng ngày vào mùa xuân và mùa hè tại các vùng ôn đới, và hầu như chẳng bao giờ có trong ánh sáng mặt trời tại khu vực Bắc cực. Ngay cả khi chỉ số UV đủ cao, nhưng việc tiếp xúc với ánh sáng xuyên qua những cửa sổ cũng không đủ vì thủy tinh ngăn chặn gần như hoàn toàn tia tử ngoại B (UVB).